# A Hangya és a Darázs: Kvantumánia
A Hangya és a Darázs: Kvantumánia (eredeti cím: Ant-Man and the Wasp: Quantumania) 2023-ban bemutatásra kerülő amerikai szuperhősfilm Peyton Reed rendezésében. Gyártója a Marvel Studios, forgalmazója a Walt Disney Studios Motion Pictures. Ez a film folytatása a 2018-ban bemutatott A Hangya és a Darázs című filmnek, egyúttal a Marvel moziuniverzum (MCU) harmincegyedik filmje. Az ötödik fázis első alkotása. A forgatókönyvet Jeff Loveness írta. A főszerepben Paul Rudd és Evangeline Lilly, mint a címszereplő Hangya és Darázs, Michael Douglas, Michelle Pfeiffer, Kathryn Newton és Jonathan Majors látható.
Az Egyesült Államokban 2023. február 17-én, Magyarországon 2023. február 16-án mutatták be.

## Cselekmény
A Kvantumbirodalomban töltött napjai alatt Janet van Dyne találkozik Kanggal, egy „száműzött” utazóval, aki azt állítja, hogy mindketten megmenekülhetnek a birodalomból, ha Janet segít neki újraépíteni a Multiverzális Erőmagot. Amikor sikerül megjavítaniuk, Janet látomásban látja, ahogy a férfi világokat pusztít és hódít, és Janet ellene fordul. Janet túlerőben van, ezért a Pym-részecskékkel a férfi Erőmagját használhatatlanná nagyítja, és ezzel a birodalomban ragadnak.
A jelenben, a földi csata után Scott Lang sikeres memoáríró lett, és boldogan él barátnőjével, Hope van Dyne-nal. Lang immár tizenéves lánya, Cassie aktivistává vált, akinek tevékenysége miatt Lang leteszi érte az óvadékot a börtönből. Amikor meglátogatja Hope szüleit, Hank Pymet és Janetet, Cassie elárulja, hogy egy olyan eszközön dolgozik, amely képes kapcsolatot teremteni a Kvantumbirodalommal. Amikor Janet ezt megtudja, pánikba esik, és megpróbálja kikapcsolni az eszközt, de az üzenet beérkezik, aminek következtében egy portál nyílik meg, és mind az ötüket a Kvantumbirodalomba rántja. Langot és Cassie-t az uralkodójuk ellen lázadó bennszülöttek találják meg, míg Hope, Janet és Pym egy kiterjedt várost fedeznek fel, hogy válaszokat kapjanak.
Hope, Janet és Pym találkozik Krylar nagyúrral, Janet egykori szövetségesével, aki elárulja, hogy a dolgok megváltoztak, mióta Janet elment és hogy Kangnak dolgozik, aki most a birodalom uralkodója. A család kénytelen elmenekülni, és ellopni a hajóját. A lázadók vezetője, Jentorra elmondja Langéknak, hogy Janet Kanggal való kapcsolata közvetve felelős a lázadásáért. A lázadókat hamarosan megtámadják Kang erői, amelyek robotizált alárendeltekből állnak, akiket M.O.D.O.K. vezet, akiről kiderül, hogy Darren Cross, aki túlélte a Lang keze által okozott látszólagos halálát.
Langékat Kanghoz viszik, aki azt követeli, hogy Lang segítsen visszaszerezni az energiamagját, különben megöli Cassie-t. Langet a mag helyére viszik, és összezsugorodik. Majdnem belefullad önmaga változatainak tengerébe, de Hope megérkezik, és segít neki megszerezni az energiamagot. Kang azonban felrúgja az alkut, elfogja Janetet és elpusztítja a hajóját, amelyen Pym tartózkodik. Miután megmentik a hangyái, akiket szintén a Kvantumbirodalomba rántottak, gyorsan fejlődtek és hiperintelligensekké váltak, Pym segít Langnak és Hop-nak, ahogy Kang felé tartanak. Cassie még mindig fogságban van, de megmenti Jentorrát, és felkelést kezdenek Kang és serege ellen. A harc során Cassie Cross jellemére apellál, ami meggyőzi őt, hogy álljon át a másik oldalra és harcoljon Kang ellen, bár ez az életébe kerül.
Janet megjavítja az energiamagot, miközben ő, Pym, Hope és Cassie egy portálon keresztül hazaugrik, de Kang megtámadja Langet, és majdnem megalázóan megveri. Hope visszatér, amikor ő és Lang elpusztítják az energiamagot, és belelökik Kangot, aki így a feledésbe merül. Cassie újra megnyitja a portált a saját oldalán, hogy Lang és Hope hazatérhessenek. Ahogy Lang boldogan folytatja az életét, elkezdi átgondolni, amit arról mondtak neki, hogy Kang halála valami szörnyűség kezdete, de elhessegeti.
A stáblista közepén Kang számos változata vigasztalódik egyikük halála miatt, és megtervezik a multiverzum felkelését. A stáblista utáni jelenetben Loki és Mobius egy másik Kang-változatot, Victor Timelyt látják az 1920-as években.

## Szereplők
| Szerep                    | Színész                | Magyar hang       | Leírás |
| ------------------------- | ---------------------- | ----------------- | --- |
| Scott Lang / Hangya       | Paul Rudd              | Széles Tamás      | Bosszúálló, egykori bűnöző. A speciális ruha lehetővé teszi számára, hogy zsugorodjon vagy növekedjen.                                                                                      |
| Hope van Dyne / Darázs    | Evangeline Lilly       | Németh Kriszta    | Hank Pym és Janet van Dyne lánya, akinek hasonló speciális ruhája van. |
| Kang, a hódító            | Jonathan Majors        | Schmied Zoltán    | Időutazó, akinek az egyik variánsa a Megmaradó. |
| Rama-Tut                  | Jonathan Majors        | Schmied Zoltán    | Kang fáraó variánsa. |
| Immortus                  | Jonathan Majors        | Schmied Zoltán    | Kang vezér variánsa. |
| Vörös Centurió            | Jonathan Majors        | Schmied Zoltán    | Kang robotszerű variánsa. |
| Victor Timely             | Jonathan Majors        | Schmied Zoltán    | Kang 1900-as évek elejéről származó feltaláló variánsa. |
| Janet van Dyne            | Michelle Pfeiffer      | Kovács Nóra       | Pym felesége, Hope anyja és az eredeti Darázs, aki 30 évig a Kvantumvilágban rekedt. |
| Hank Pym                  | Michael Douglas        | Dörner György     | A S.H.I.E.L.D. egykori fizikusa, aki megalkotta a speciális ruhát. Ő volt az eredeti Hangya.                                                                                                |
| Cassie Lang               | Kathryn Newton         | Kádár Kinga       | Scott Lang 18 éves lánya, aki hasonló speciális ruhát visel, amilyen az apjáé is. |
| Veb                       | David Dastmalchian     | Bercsényi Péter   | Nyálkaszerű lény, aki a kvantumbirodalomban él. |
| Quaz                      | William Jackson Harper | Kádár-Szabó Bence | Telepata, aki a Kvantumbirodalomban él. |
| Jentorra                  | Katy O’Brian           | Menczel Andrea    | Szabadságharcos, aki megpróbálja helyrehozni az igazságtalanságokat, amelyekkel a Kvantumbirodalom közösségei szembesülnek.                                                                 |
| Krylar nagyúr             | Bill Murray            | Harsányi Gábor    | A Kvantumbirodalomban található pazarló Axia közösség kormányzója, akinek Janet van Dyne-nal van közös múltja.                                                                              |
| Dale                      | Gregg Turkington       | Fesztbaum Béla    | A Baskin-Robbins üzlet vezetője. |
| Darren Cross / M.O.D.O.K. | Corey Stoll            | Pál András        | Pym egykori pártfogoltja, akit szubatomi méretűre zsugorítottak a Kvantumbirodalomban, és egy mutáns, kibernetikailag fejlett egyed lett, túlméretezett fejjel.                             |
| Jimmy Woo                 | Randall Park           | Nem beszél        | FBI-ügynök, Scott egykori felügyelőtisztje. |
| Loki                      | Tom Hiddleston         | Csőre Gábor       | Thor fogadott testvére és a csínytevés istene, az azonos nevű skandináv mitológiai isten alapján. Ez a Loki egy alternatív változat, aki egy új idővonalat hozott létre 2012-től kezdődően. |
| Mobius M. Mobius          | Owen Wilson            | Crespo Rodrigo    | A Téridő Variancia Alapítvány nyomozója. |

### Magyar változat
- Magyar szöveg: Gáspár Bence
- Szakértő: Aradi Gergely
- Felvevő hangmérnök: Jacsó Bence
- Vágó: Kajdácsi Brigitta
- Gyártásvezető: Hódos Edina
- Szinkronrendező: Tabák Kata
- Produkciós vezető: Hagen Péter

A szinkront a Disney Character Voices International megbízásából a Mafilm Audio Kft. készítette el

## A film készítése
A Hangya és a Darázs című film megjelenése előtt Peyton Reed rendező elmondta, hogy vannak olyan elemei a filmnek, hogy készüljön egy lehetséges folytatás. Kiemelte a Kvantumbirodalmat, amelyet A Hangya című filmben mutattak be, és amelyet A Hangya és a Darázsban tovább vizsgáltak.
2019 februárjában a Hank Pymet alakító Michael Douglas megerősítette, hogy tárgyalások folynak folytatásról. Bár ekkorra Evangeline Lilly még nem hallott semmilyen tervről. Lilly kijelentette, hogy „egyáltalán nem úgy látom, hogy a karakterem útja véget ért volna”. 2019 októberében Michelle Pfeiffer kifejezte érdeklődését Janet van Dyne szerepének újbóli eljátszása iránt egy folytatásban. Paul Ruddot megkérdezték, hogy visszatér-e, akár egy harmadik Hangya filmben, akár egy másik MCU-franchise filmjében, és azt mondta, hogy mindkét lehetőség szóba került. Reed 2019 novemberében hivatalosan is bejelentette a 

### Forgatás
A forgatás 2021. július 26-án kezdődött a Buckinghamshire-i Pinewood stúdióban. Az Industrial Light & Magic ugyanazt a StageCraft virtuális gyártási technológiát biztosította, amelyet a Disney+-os A Mandalóri epizódjaiban is használtak. 2021 novemberében fejeződött be a forgatás. A forgatás Atlantában és San Franciscóban is zajlott.